# Diagram Cichonia
Diagram Cichonia – diagram złożony dziesięciu liczb kardynalnych, związanych ze strukturą ideałów zbiorów pierwszej kategorii i zbiorów miary zero na prostej rzeczywistej, oraz ze strukturą przestrzeni Baire’a {\displaystyle {\mathbb {N} }^{\mathbb {N} }} (tzn. przestrzeni wszystkich ciągów liczb naturalnych).
Nazwę diagramowi nadał brytyjski matematyk Dawid Fremlin, dla uhonorowania wkładu wrocławskiego matematyka Jacka Cichonia i jego grupy w rozwój tej części teorii mnogości. Należy jednak podkreślić, że ostateczny kształt diagramu jest wynikiem pracy wielu matematyków polskich i zagranicznych. W miarę aktualny stan badań w tej i pokrewnych dziedzin można znaleźć w monografii Tomka Bartoszyńskiego i Haima Judaha
Dowody nierówności związanych z diagramem Cichonia są bardzo efektywne: mówią o strukturze miary i kategorii więcej, niż wynika to z nierówności pomiędzy odpowiednimi liczbami kardynalnymi. Dlatego rozważa się również wersje diagramu dla własności rozszerzeń modeli teorii mnogości oraz dla własności pewnych rodzin zbiorów „małych”.

## Definicje formalne
Niech {\displaystyle I} będzie ideałem podzbiorów {\displaystyle X,} do którego należą wszystkie podzbiory jednopunktowe. Definiujemy współczynniki kardynalne ideału {\displaystyle I} następująco:
- {\displaystyle \mathrm {add} (I)=\min\{|{\mathcal {A}}|:{\mathcal {A}}\subseteq I\wedge \bigcup {\mathcal {A}}\notin I{\big \}}.}
(Innymi słowy, liczba kardynalna add(I) jest odpowiedzią na pytanie: „Ile zbiorów należących do ideału I musimy połączyć, aby dostać zbiór nienależący do ideału?”)
- {\displaystyle \mathrm {cov} (I)=\min\{|{\mathcal {A}}|:{\mathcal {A}}\subseteq I\wedge \bigcup {\mathcal {A}}=X{\big \}}.}
(cov(I) jest odpowiedzią na pytanie: „Ile zbiorów należących do ideału I potrzebujemy, aby pokryć cały zbiór X?”)
- {\displaystyle \mathrm {non} (I)=\min\{|A|:A\subseteq X\ \wedge \ A\notin I{\big \}},}
(non(I) jest odpowiedzią na pytanie: „Ile elementów ma najmniejszy zbiór nie należący do I?”)
- {\displaystyle \mathrm {cof} (I)=\min\{|{\mathcal {B}}|:{\mathcal {B}}\subseteq I\wedge (\forall A\in I)(\exists B\in {\mathcal {B}})(A\subseteq B){\big \}}.}
(cof(I) jest odpowiedzią na pytanie: „Ile zbiorów należących do ideału I potrzebujemy, by wygenerować cały ideał I?”)

Definiujemy także następujące dwie liczby kardynalne (nazywane liczbą nieograniczoną i liczbą dominującą, odpowiednio):
- {\displaystyle {\mathfrak {b}}=\min {\big \{}|F|:F\subseteq {\mathbb {N} }^{\mathbb {N} }\ \wedge \ (\forall g\in {\mathbb {N} }^{\mathbb {N} })(\exists f\in F)(\exists ^{\infty }n\in {\mathbb {N} })(g(n)<f(n)){\big \}},}
- {\displaystyle {\mathfrak {d}}=\min {\big \{}|F|:F\subseteq {\mathbb {N} }^{\mathbb {N} }\ \wedge \ (\forall g\in {\mathbb {N} }^{\mathbb {N} })(\exists f\in F)(\forall ^{\infty }n\in {\mathbb {N} })(g(n)<f(n)){\big \}},}

gdzie „{\displaystyle \exists ^{\infty }n\in {\mathbb {N} }}” oznacza „istnieje nieskończenie wiele takich {\displaystyle n\in {\mathbb {N} },} że” oraz „{\displaystyle \forall ^{\infty }n\in {\mathbb {N} }}” oznacza „dla wszystkich, oprócz skończenie wielu {\displaystyle n\in {\mathbb {N} }} mamy, że”.

## Diagram
Niech {\displaystyle {\mathcal {K}}} będzie σ-ideałem tych podzbiorów prostej rzeczywistej, które są pierwszej kategorii Baire’a, oraz niech {\displaystyle {\mathcal {L}}} oznacza σ-ideał zbiorów miary Lebesgue’a zero na prostej. Wówczas zachodzą następujące nierówności, gdzie każda strzałka „{\displaystyle \longrightarrow }” zastępuje znak nierówności „{\displaystyle \leqslant }”:
|                             |                                  | {\displaystyle \mathrm {cov} ({\mathcal {L}})} | {\displaystyle \longrightarrow } | {\displaystyle \mathrm {non} ({\mathcal {K}})} | {\displaystyle \longrightarrow } | {\displaystyle \mathrm {cof} ({\mathcal {K}})} | {\displaystyle \longrightarrow } | {\displaystyle \mathrm {cof} ({\mathcal {L}})} | {\displaystyle \longrightarrow } | {\displaystyle 2^{\aleph _{0}}} |
|                             |                                  | {\displaystyle {\Bigg \uparrow }}              |                                  | {\displaystyle \uparrow }                      |                                  | {\displaystyle \uparrow }                      |                                  | {\displaystyle {\Bigg \uparrow }}              |                                  |                                 |
|                             |                                  | {\displaystyle {\Bigg \uparrow }}              |                                  | {\displaystyle {\mathfrak {b}}}                | {\displaystyle \longrightarrow } | {\displaystyle {\mathfrak {d}}}                |                                  | {\displaystyle {\Bigg \uparrow }}              |                                  |                                 |
|                             |                                  | {\displaystyle {\Bigg \uparrow }}              |                                  | {\displaystyle \uparrow }                      |                                  | {\displaystyle \uparrow }                      |                                  | {\displaystyle {\Bigg \uparrow }}              |                                  |                                 |
| {\displaystyle \aleph _{1}} | {\displaystyle \longrightarrow } | {\displaystyle \mathrm {add} ({\mathcal {L}})} | {\displaystyle \longrightarrow } | {\displaystyle \mathrm {add} ({\mathcal {K}})} | {\displaystyle \longrightarrow } | {\displaystyle \mathrm {cov} ({\mathcal {K}})} | {\displaystyle \longrightarrow } | {\displaystyle \mathrm {non} ({\mathcal {L}})} |                                  |                                 |
Z powyższym diagramem związane są dwie dodatkowe zależności:
{\displaystyle \mathrm {add} ({\mathcal {K}})=\min\{\mathrm {cov} ({\mathcal {K}}),{\mathfrak {b}}\}} oraz
{\displaystyle \mathrm {cof} ({\mathcal {K}})=\max\{\mathrm {non} ({\mathcal {K}}),{\mathfrak {d}}\}.}
Okazuje się, że każde rozmieszczenie wartości {\displaystyle \aleph _{1}} i {\displaystyle \aleph _{2}} w diagramie, które jest zgodne z nierównościami i powyższymi dwoma równościami jest niesprzeczne z ZFC. Aksjomat Martina implikuje że {\displaystyle \mathrm {add} ({\mathcal {L}})=2^{\aleph _{0}}} (a więc i pozostałe współczynniki są równe {\displaystyle 2^{\aleph _{0}}}), CH oczywiście implikuje że wszystkie liczby w diagramie są równe {\displaystyle \aleph _{1}.}